# Timmy Mayer
Timothy Andrew Mayer, detto Tim o anche Timmy (Dalton, 22 febbraio 1938 – Longford, 28 febbraio 1964), è stato un pilota automobilistico statunitense.
Era il fratello minore dell'ex direttore sportivo del Team McLaren Teddy Mayer, che dapprima gli fece da manager e poi si legò a Bruce McLaren nella conduzione della squadra.

## Carriera
Appassionato di automobilismo, Timmy Mayer riuscì a ottenere la licenza da pilota nel 1959, anno in cui iniziò la sua carriera gareggiando in Formula Junior. Nella categoria si dimostrò molto veloce e vi rimase per alcuni anni riuscendo a vincere il titolo SCCA nel 1962. Lo stesso anno aveva tra l'altro creato un proprio team chiamato Rev-Em Racing insieme all'amico Peter Revson, che era stato  suo compagno di corso alla Cornell University.
I buoni risultati ottenuti gli permisero quindi, sempre nel 1962, di disputare il Gran Premio degli Stati Uniti di Formula 1 con una Cooper-Climax ufficiale. Partito dodicesimo si dovette ritirare per una noia meccanica. 
Nel 1963 si trasferì in Europa per correre in Formula Junior col team gestito da Ken Tyrrell. Pur con un mezzo inferiore alla concorrenza, riuscì a cogliere alcuni buoni risultati in gara e sviluppò un buon rapporto con Tyrrell. Ingaggiato dalla Cooper, nel 1964 partecipò alla Formula Tasman. Nella competizione ottenne tre podi, giungendo due volte secondo, ma perì nel corso del South Pacific Trophy, ultima gara della stagione sul circuito di Longford.

## Risultati in Formula 1
| 1962 | Scuderia | Vettura    |  |  |  |  |  |  |  |     |  |  |  | Punti | Pos. |
| ---- | -------- | ---------- |  |  |  |  |  |  |  | --- |  |  |  | ----- | ---- |
| 1962 | Cooper   | Cooper T53 |  |  |  |  |  |  |  | Rit |  |  |  | 0     |      |

| Legenda | 1º posto     | 2º posto | 3º posto    | A punti         | Senza punti/Non class.  | Grassetto – Pole position Corsivo – Giro più veloce |
| Legenda | Squalificato | Ritirato | Non partito | Non qualificato | Solo prove/Terzo pilota | Grassetto – Pole position Corsivo – Giro più veloce |